# Psila caucasica
Psila caucasica är en tvåvingeart som beskrevs av Josef Mik 1887. Psila caucasica ingår i släktet Psila och familjen rotflugor. Inga underarter finns listade i Catalogue of Life.